# アンジェロ・ルッジェーロ

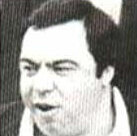
アンジェロ・ルッジェーロ（アメリカ合衆国司法省提供）

アンジェロ・"クアック・クアック"・ルッジェーロ(Angelo "Quack Quack" Ruggiero、1941年7月29日 - 1989年12月5日)はガンビーノ一家のカポだった人物。ニューヨーク・ブロンクス出身。
ジョン・ゴッティとは幼なじみで、彼と共に犯罪の世界で出世していく。1972年には、ゴッティと共にカルロ・ガンビーノの甥マニュエル・ガンビーノ殺害犯のジェームズ・マクブラトニーを殺害し、二年の懲役に服する。いずれはゴッティが一家のボスになり、自分がアンダーボスになれると期待していた。
ルッジェーロは「ポール・カステラーノとトミー・ビロッティはお互いにしごき合っている」や「トミー・ガンビーノ（ガンビーノの息子で被服業界を仕切っている人物）はおかまの針子」と一家の人間の悪口を言っていた。このことはFBIの盗聴で明らかになった。彼のあだ名（本来はカエルの鳴き声の表記）は、無駄口が多かったことにちなむ。

それ以外にもマフィアの構成員以外の人間に組織のことを話していた。組織の人間以外に組織のことを話すのはマフィアの世界では禁止されている（沈黙の掟）。その他にもカステラーノが厳禁していた麻薬取引の情報もFBIに盗聴されていた。そのため、盗聴されたテープがカステラーノに渡らないように必死だった（カステラーノがもしテープを聴いたら確実に暗殺命令が出るため）。
ゴッティがカステラーノを殺してボスになった後、フランク・デチッコ、ジョゼフ・"パイニー"・アルモーネ（Joseph "Piney" Armone）、そしてサルヴァトーレ・グラヴァーノがアンダーボスとなり、ルッジェーロがアンダーボスになることはなかった。その後、ルッジェーロの自宅に盗聴器が仕掛けられ、彼の口が軽かったため麻薬取引のことが録音されてしまった。このことでゴッティは古くからの友人のルッジェーロを殺そうか迷っていたこともあった。結局、彼は末期の肺癌だったため、ほっといても長くはないとカポから外すだけで済まし、入院中は1度も見舞いに行かなかったという。
1989年にルッジェーロはクイーンズのハワード・ビーチの自宅で亡くなった。ゴッティは彼の葬儀には行きたくなかったが、サルヴァトーレ・グラヴァーノに「もし行かなければニールの葬儀のときのポールみたいに周りから思われる（カステラーノはデラクローチェの葬儀には参列せず、それもゴッティの反発を買った）」と説得されてしぶしぶ行ったという。
同じガンビーノ一家のグラヴァーノはルッジェーロのことを、「口が悪く粗野な性格で仕事でよく失敗もしたが、明るくて憎めない奴だった」と語っている。
アンジェロ・ルッジェーロの弟のサルヴァトーレは、ヘロインで巨万の富を築いた麻薬ディーラーだが、1982年にフロリダで飛行機の墜落事故により死亡。